# Courcelles-sous-Châtenois
Courcelles-sous-Châtenois ist eine französische Gemeinde im Département Vosges in der Region Grand Est. Sie gehört zum Arrondissement Neufchâteau und zum Gemeindeverband Ouest Vosgien.

## Geografie
Die Gemeinde Courcelles-sous-Châtenois liegt an der Sermone, einem Nebenfluss des Vair, zehn Kilometer südöstlich von Neufchâteau und drei Kilometer nördlich von Châtenois. Sie grenzt im Norden an Dolaincourt, im Osten an Balléville sowie im Süden und Westen an Châtenois.

## Bevölkerungsentwicklung
| Jahr                       | 1962 | 1968 | 1975 | 1982 | 1990 | 1999 | 2008 | 2020 |
| Einwohner                  | 100  | 124  | 95   | 95   | 75   | 79   | 86   | 78   |
| Quellen: Cassini und INSEE |      |      |      |      |      |      |      |      |

## Sehenswürdigkeiten

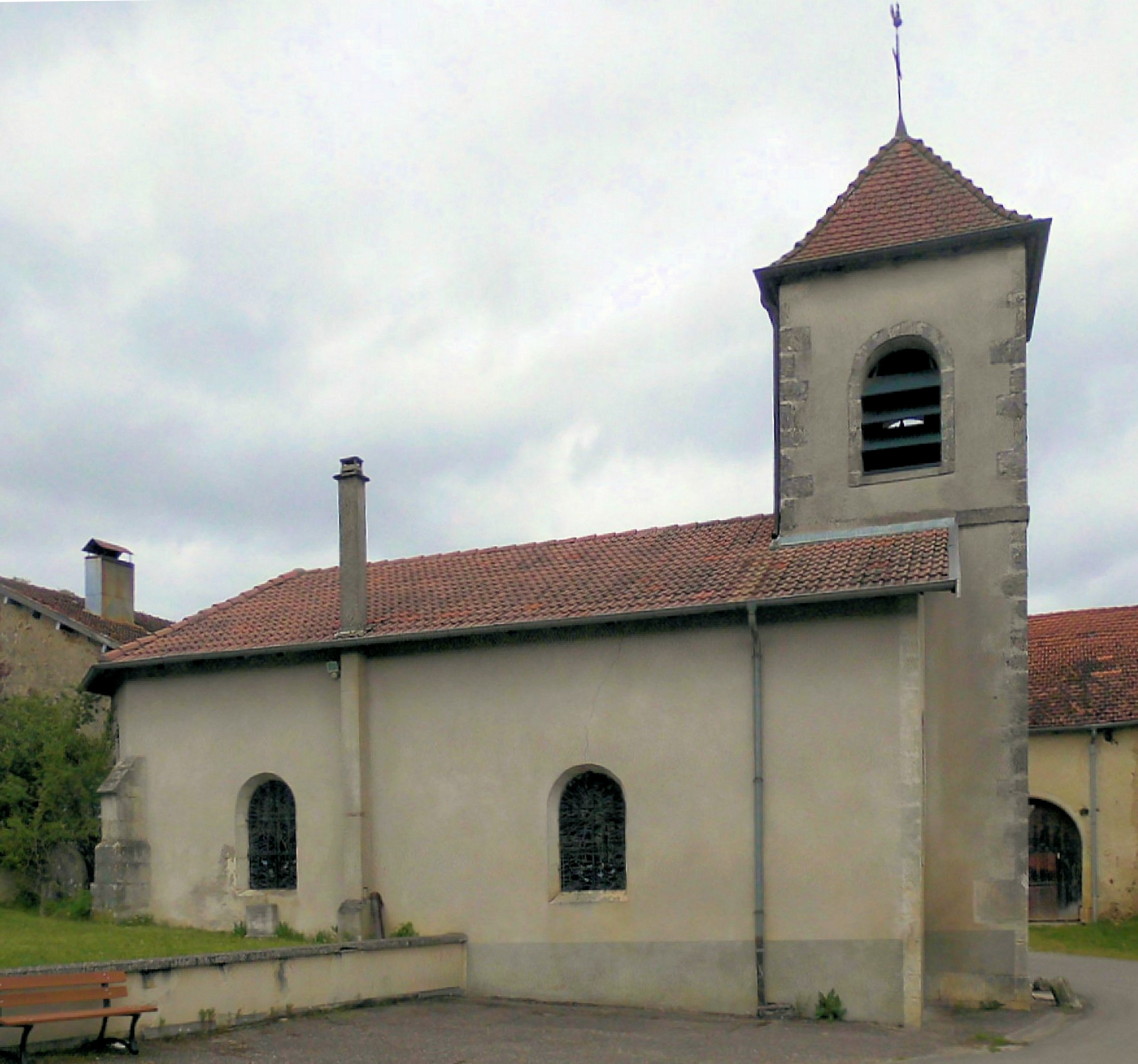
Kirche Saint-Laurent
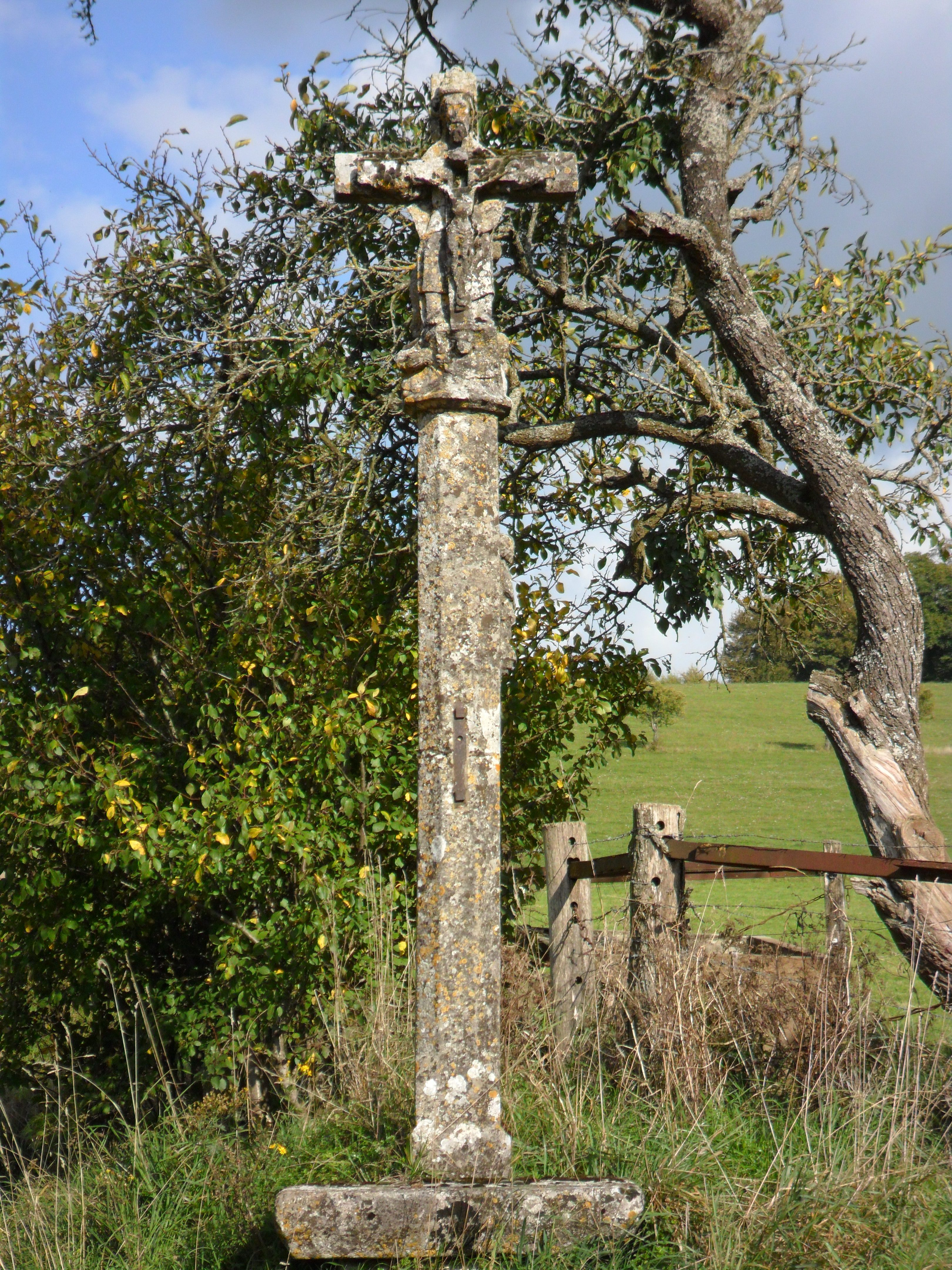
Flurkreuz
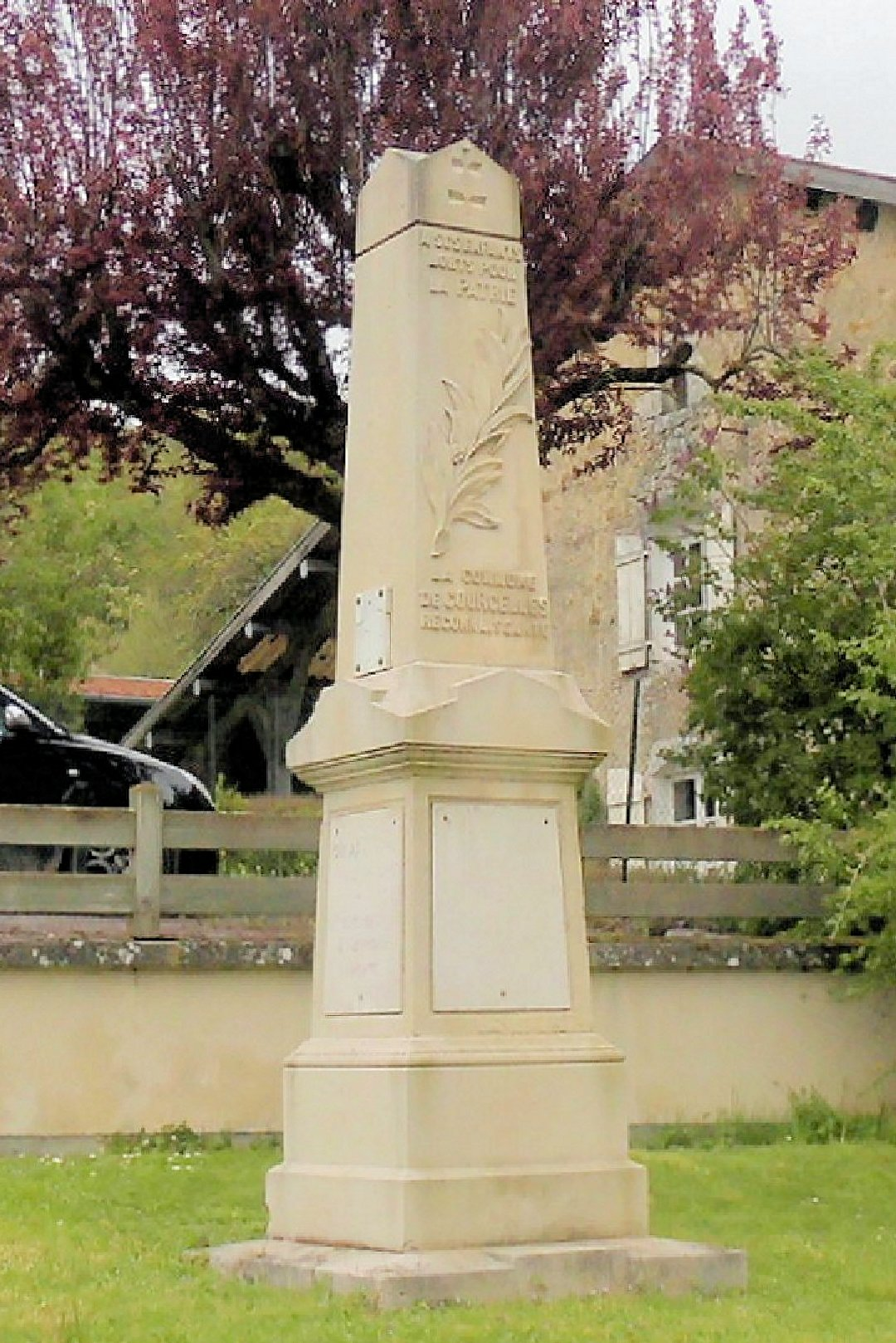
Gefallenendenkmal
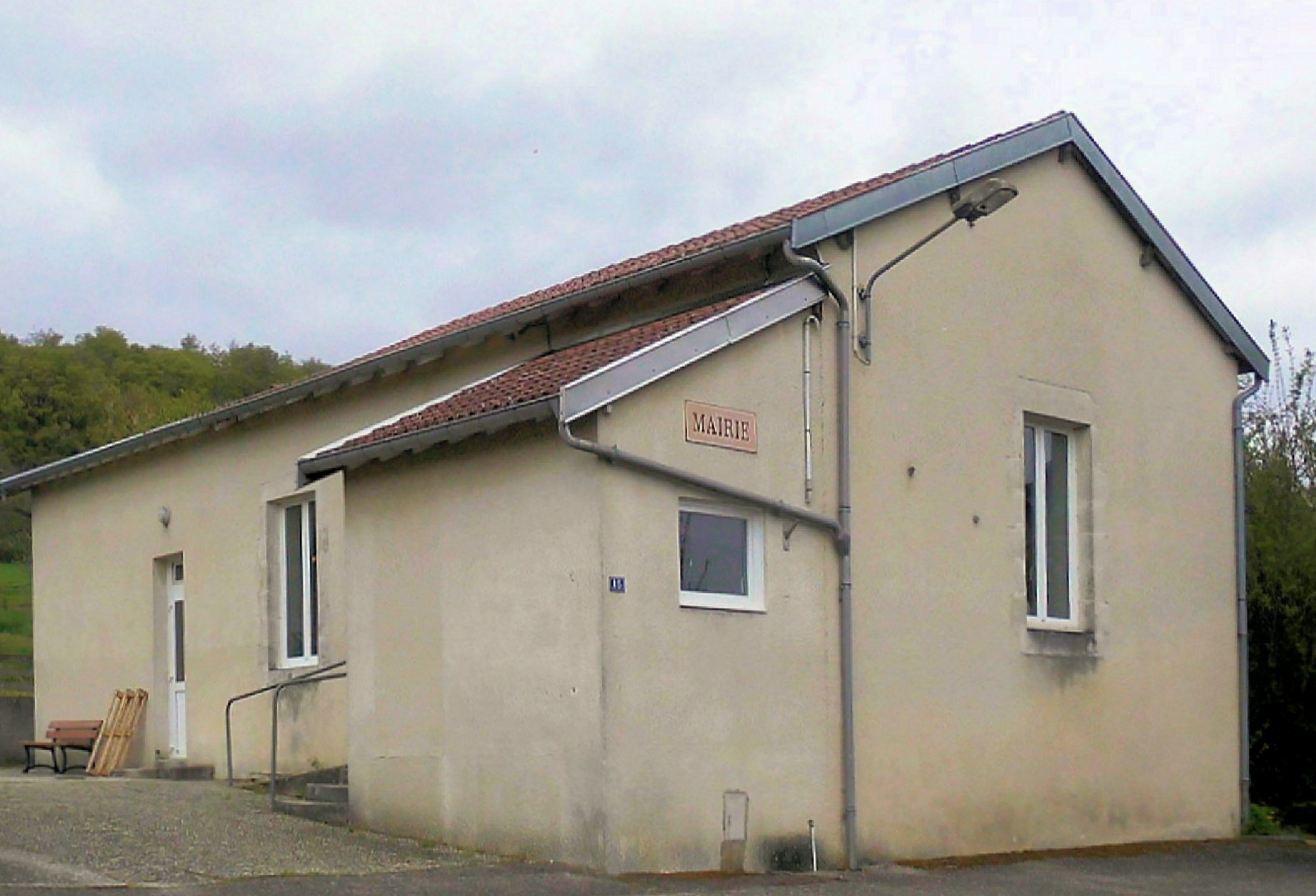
Rathaus (mairie)

- Flurkreuz, Monument historique

- Kirche Saint-Laurent
- Flurkreuz
- Gefallenendenkmal
- Rathaus (mairie)